# نقوش صخره‌ای خره هنجیران
نقوش صخره‌ای خره هنجیران مربوط به هزاره اول ق.م. است و در شهرستان مهاباد، جاده مهاباد به سردشت واقع شده و این اثر در تاریخ ۲۵ اسفند ۱۳۷۹ با شمارهٔ ثبت ۳۳۲۵ به‌عنوان یکی از آثار ملی ایران به ثبت رسیده است.